# Майер, Херман
Хе́рман Ма́йер (нем. Hermann Maier, род. 7 декабря 1972 года в Альтенмаркте, Австрия) — австрийский горнолыжник, двукратный олимпийский чемпион 1998 года, трёхкратный чемпион мира, четырёхкратный обладатель Кубка мира в общем зачёте. Имеет в своём активе 54 победы на этапах Кубка мира (третий результат в истории среди мужчин после Ингемара Стенмарка и Марселя Хиршера). Лидирует по количеству побед в супергиганте (24) в истории мужского Кубка мира. Многими экспертами рассматривается как один из сильнейших горнолыжников в истории. Четырежды подряд признавался лучшим спортсменом года в Австрии (1998, 1999, 2000 и 2001). Спортивное прозвище — «Херминатор» (англ. Herminator).
Младший брат Хермана Александр Майер (род. 1974) выступал в сноуборде и участвовал в параллельном гигантском слаломе на Олимпийских играх 2002 и 2006 годов, выиграл несколько этапов Кубка мира по сноуборду. Олимпийская чемпионка 2010 года по горнолыжному спорту Андреа Фишбахер — троюродная сестра Хермана Майера.
Спонсором Майера не один год являлся австрийский банк Raiffeisen, Хермана можно было увидеть в ряде рекламных роликов банка.

## Спортивная биография
Мать — Гертруда, отец — Херман-старший. Родители были владельцами своей горнолыжной школы в Альтенмаркте. В молодости Херман-младший работал инструктором в школе родителей, занимаясь с туристами. Летом подрабатывал каменщиком.

### Начало карьеры
Долгое время Майера не считали перспективным горнолыжником. Из горнолыжной школы во Флахау 15-летнего Майера отправили домой, так как тренеры не видели шансов для его прогресса, в том числе из-за проблем со здоровьем. Долгое время Майер выступал только на региональном уровне, где показывал неплохие результаты. В марте 1995 года 22-летний Майер занял 18-е место в гигантском слаломе на чемпионате Австрии в Шпитале, почти 7 секунд проиграв победителю Марио Райтеру (и 4,5 секунды занявшему третье место Гюнтеру Мадеру), однако выступление молодого горнолыжника было признано успешным, так как Херман стартовал одним из последних и спускался по сильно разбитой трассе. Херман обратил на себя внимание 6 января 1996 года, когда тестируя трассу гигантского слалома перед стартом этапа Кубка мира во Флахау, показал в результате 12-е время, выступая вне зачёта. Уже 8 января он занял второе место в гигантском слаломе на этапе Кубка Европы во французском Лез-Арке (0,88 сек проигрыша опытному швейцарцу Стиву Лошеру). На следующий день Майер выиграл гигантский слалом в Лез-Арке, опередив Лошера, а 11 января выиграл ещё один гигантский слалом в рамках Кубка Европы в Сер-Шевалье. 23 и 24 января Майер выиграл два супергиганта в рамках Кубка Европы в родном Альтенмаркте, при чём оба раза ближайший преследователь проигрывал Майеру, прекрасно знакомому с местными трассами, более секунды. 9 февраля Херман вновь выиграл гигантский слалом на Кубке Европы в Италии.

### Успехи в конце 1990-х и начале 2000-х годов
В результате Майер был вызван в основную сборную Австрии и 10 февраля 1996 года в возрасте 23 лет дебютировал в Кубке мира. В Хинтерштодере Херман занял только 26-е место в гигантском слаломе, проиграв почти 4,5 секунды победителю.
В следующем сезоне 25 ноября 1996 года Майер впервые в карьере попал в 10-ку лучших на этапе Кубка мира (шестое место в гигантском слаломе в американском Парк-Сити). 21 февраля 1997 года Херман впервые поднялся на призовой подиум на этапе Кубка мира (второе место в супергиганте в Гармиш-Партенкирхене, 0,55 сек проигрыша французу Люку Альфану). Через два дня там же в Гармише Майер одержал свою первую победу в Кубке мира, опередив всех в супергиганте более чем на 0,5 сек.
Уже в сезоне 1997/98, всего через два года после дебюта, Майер стал лидером Кубка мира, выиграв 10 этапов и победив в общем зачёте (ставший вторым Андреас Шифферер отстал на 571 очко), а также в зачёте супергиганта и гигантского слалома. При этом Майер одержал хотя бы по одной победе на этапах в 4 из 5 дисциплин (скоростной спуск, супергигант, гигантский слалом и комбинация).
Свою блестящую форму Майер подтвердил и на Олимпийских играх 1998 года в Нагано, выиграв золото в супергиганте и гигантском слаломе. При этом 13 февраля в скоростном спуске через 17 секунд после старта Майер вылетел за пределы трассы, проломив обе заградительные сетки в результате нескольких пируэтов в воздухе и потеряв обе лыжи и палки. Несмотря на страшное падение Майер не получил практически никаких повреждений. Майер был вынужден отказаться от старта в скоростном спуске в рамках комбинации, который из-за нескольких переносов прошёл в тот же день, однако уже 16 февраля вышел на старт в супергиганте, опередив на 0,61 сек поделивших второе место Дидье Кюша и Ханса Кнаусса. В гигантском слаломе 19 февраля Майер показал лучшее время в обеих попытках, в результате только Штефан Эберхартер проиграл Херману по сумме двух попыток менее секунды.
В сезоне 1998/99 Майер выиграл семь этапов Кубка мира, но в общем зачёте австриец (1307 очков) стал только третьим после норвежцев Лассе Чьюса (1465 очков) и Хьетиля Андре Омодта (1442 очка). При этом Майер выиграл зачёт супергиганта. На дебютном чемпионате мира 1999 года в США (взлёт Хермана был столь стремительным, что на чемпионате мира он дебютировал уже будучи обладателем Кубка мира и двукратным олимпийским чемпионом) Майер стал одним из главных героев, выиграв золото в супергиганте и скоростном спуске (в супергиганте Майер поделил золото с Чьюсом, который на том турнире выиграл как минимум серебро во всех пяти видах программы).
В сезоне 1999/2000 Майер установил целый ряд рекордов Кубка мира. Он набрал 2000 очков (в среднем 50 очков за все старты сезона, включая те, в которых он не выходил на старт), заработал 660 000 швейцарских франков призовых, 22 раза поднимался на призовой подиум. Майер выиграл общий зачёт, а также зачёты скоростного спуска, супергиганта и гигантского слалома (ранее только два горнолыжника выигрывали три зачёта отдельных дисциплин за один сезон — Жан-Клод Килли в 1967 году и Пирмин Цурбригген в 1987 году), а также стал вторым в комбинации.
Следующий сезон Кубка мира вновь оказался триумфальным для Хермана. Он повторил рекорд Ингемара Стенмарка по количеству побед на этапах за сезон (13). Если бы не отмена супергиганта на финальном этапе сезона в Оре, то Херман мог превзойти достижение Стенмарка. Также Майер выиграл Кубок мира с рекордным преимуществом в 743 очка. Майер второй сезон подряд выиграл зачёты скоростного спуска, супергиганта и гигантского слалома, кроме него никто не выигрывал три зачёта отдельных дисциплин более одного раза. Однако на чемпионате мира 2001 года в австрийском Санкт-Антоне Майер, который был главным фаворитом, не сумел выиграть ни одного золота. В супергиганте Херман стал третьим после Дэрона Ральвза и Штефана Эберхартера. В скоростном спуске Майера опередил ветеран сборной Австрии 33-летний Ханнес Тринкль. В гигантском слаломе Майер стал 4-м, он проиграл всего 0,01 сек занявшему третье место французу Фредерику Ковили и 0,04 сек серебряному призёру Хьетилю Андре Омодту.

### ДТП в 2001 году, возвращение после травмы и новые победы
В августе 2001 года 28-летний горнолыжник получил тяжёлую травму после падения с мотоцикла в результате ДТП. Недалеко от Зальцбурга Майер пытался на автобане обогнать внедорожник с немецкими туристами, но водитель внедорожника ошибся в управлении и сбил мотоцикл горнолыжника. Содранную об асфальт кожу на ноге Майера пришлось пересаживать. Берцовая кость была сильно раздроблена, речь шла об ампутации, однако в итоге хирурги сумели собрать поврежденную кость. Прогнозы были очень осторожными, врачи не исключали, что Херман всю жизнь будет вынужден ходить с палкой. Майер вернулся к тренировкам в зале уже осенью 2001 года, но из-за последствий травмы полностью пропустил сезон 2001/02, включая зимние Олимпийские игры в Солт-Лейк-Сити, где был одним из главных фаворитов. Вскоре после возобновления тренировок вышла автобиографическая книга Майера «Гонка моей жизни».
Вернулся на трассы Кубка мира в январе 2003 года. Уже через две недели после возвращения выиграл супергигант в Кицбюэле, опередив Кристофа Грубера и Штефана Эберхартера. На чемпионате мира в феврале 2003 года в Санкт-Морице Херман выиграл серебро в супергиганте, разделив его с Боде Миллером (золото выиграл с преимуществом в 0,77 сек Эберхартер). В скоростном спуске в Санкт-Морице Херман занял восьмое место, 1,22 сек проиграв чемпиону Михаэлю Вальххоферу.
В сезоне 2003/04 Майер выиграл свой четвёртый Кубок мира, в упорной борьбе всего на 42 очка опередив Штефана Эберхартера и на 126 очков Бенджамина Райха. За сезон Майер одержал пять побед, став лучшим в зачёте супергиганта пятый раз за карьеру (рекорд среди мужчин). По итогам 2004 года Майер был удостоен премии Laureus World Sports Awards в категории «Возвращение года» (по состоянию на 2019 год он остаётся единственным горнолыжником, победившим в этой номинации).
В сезоне 2004/05 результаты Майера пошли на спад. В общем зачёте Кубка мира он стал третьим после Боде Миллера и Бенджамина Райха, выиграв всего три этапа. 6 марта 2005 года Херман одержал 50-ю в карьере победу в Кубке мира, став третьим мужчиной в истории после Стенмарка и Альберто Томбы, достигшим этой отметки. В зачёте супергиганта Херман из-за неудачного выступления на финальном этапе в Ленцерхайде уступил победу Миллеру с разницей в 17 очков. В зачёте скоростного спуска Майер занял третье место, а в гигантском слаломе — четвёртое. Однако на чемпионате мира 2005 года в итальянском Бормио Майер напомнил, что является одним из лучших горнолыжников мира, выиграв золото в гигантском слаломе. Херман был близок к медалям и в супергиганте, но занял 4-е место, 0,17 сек проиграв бронзовому призёру Бенджамину Райху.
В сезоне 2005/06 Майер занял шестое место в общем зачёте, одержав три победы. Первая победа в сезоне в гигантском слаломе в Зёльдене (единственная победа в этой дисциплине после возвращения) стала для Майера 51-й в карьере, и он вышел на второе место в истории по этому показателю, опередив Альберто Томбу. В зачёте супергиганта Майер стал вторым после Акселя Лунда Свиндаля, которому уступил всего два очка (перед последним этапом Майер лидировал, но не удержал преимущество). Однако главным стартом сезона для Майера стали зимние Олимпийские игры в Турине, ставшие для него вторыми в карьере. Сам президент МОК Жак Рогге заявил, что будет болеть за Майера в Турине из-за его успешной, но непростой карьеры. В скоростном спуске Майер занял шестое место, от тройки призёров его отделили 0,18 сек. В супергиганте главным конкурентом Майера оказался ветеран сборной Норвегии Хьетиль Андре Омодт. В борьбе двух знаменитых горнолыжников чемпионом вышел Омодт, опередивший Майера на 0,13 сек и выигравший своё четвёртое олимпийское золото в карьере. В гигантском слаломе борьба за победу была очень упорной, Майер стал в ней третьим, проиграв 0,09 сек Жоэлю Шеналю и 0,16 сек Бенджамину Райху.

### Последние сезоны карьеры

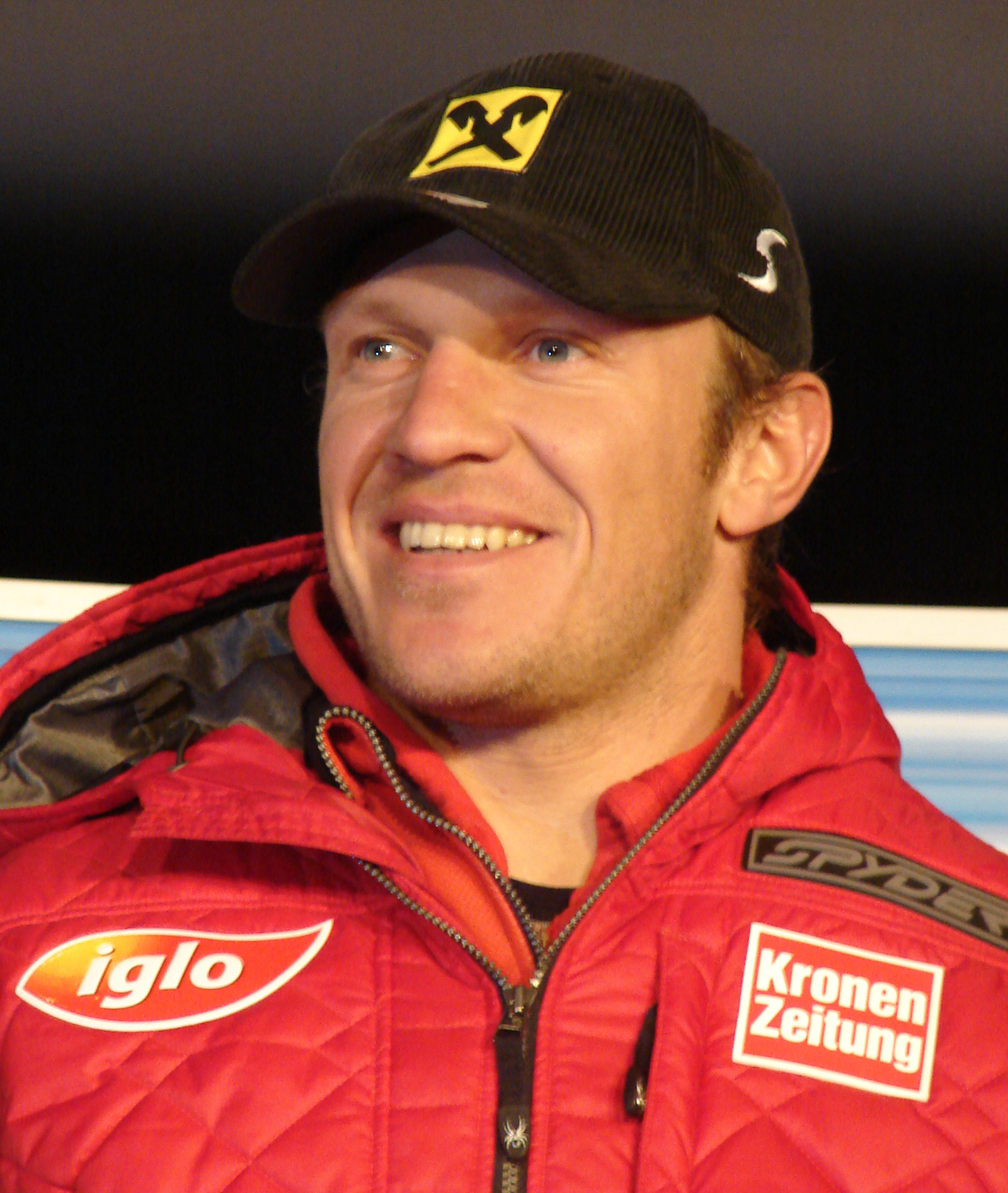
Майер в декабре 2006 года в Хинтерштодере

В сезоне 2006/07 Майер впервые за 10 сезонов (без учёта полностью пропущенного сезона 2001/02) не сумел выиграть ни одного этапа Кубка мира. Единственный раз Майер попал в тройку лучших в декабре 2006 года в супергиганте в Хинтерштодере. В общем зачёте Херман занял 19-е место. На чемпионате мира 2007 года в шведском Оре Майер впервые в карьере остался без наград. Лучшим достижением стало седьмое место в супергиганте, но бронзовому призёру Бруно Кернену Херман уступил всего 0,04 сек (в супергиганте были показаны очень плотные результаты, третье место от десятого отделили всего 0,07 сек).
В сезоне 2007/08 Майер вновь лишь раз сумел попасть в тройку лучших на этапах Кубка мира: 18 января 2008 года он стал вторым в супергиганте в Кицбюэле (0,16 сек проигрыша ещё более опытному Марко Бюхелю из Лихтенштейну, установившему на тот момент рекорд Кубка мира как самый возрастной победитель этапа). В общем зачёте Майер занял только 21-е место.
Начало сезона 2008/09 ознаменовалось для Майера 54-й и последней в карьере победой в Кубке мира: 30 ноября 2008 года он стал лучшим в супергиганте в Лейк Луизе, опередив всех более чем на 0,5 сек. С первой победы Майера в Кубке мира прошло 10 лет и 9 месяцев. 6 декабря 2008 года за день до своего 36-летия Майер последний раз в карьере поднялся на подиум на этапе Кубка мира, став вторым в супергиганте в Бивер-Крике (0,45 сек проигрыша Акселю Лунду Свиндалю). Майер из-за травм почти перестал выступать в гигантском слаломе, не набрав в этой дисциплине ни одного очка. Однако он был близок к тройке лучших в зачёте супергиганта, всего 11 очков Херман уступил ставшему третьим швейцарцу Дидье Дефаго. В общем зачёте Майер занял 26-е место. На чемпионате мира 2009 года в Валь-д’Изере Майер выступил в скоростном спуске (шестое место) и супергиганте (18-е место). Последний раз Майер вышел на старт в марте 2009 года на финальном этапе Кубка мира в шведском Оре (15-е место в скоростном спуске и 17-е место в супергиганте).
В марте 2009 года получил травму колена, из-за чего планировал вернуться на трассы в конце ноября, не раньше пятого этапа сезона 2009/10.
Через несколько дней после заявления о возвращении на трассы в конце ноября Майер сделал новое заявление о том, что решил завершить свою карьеру, хотя подготовка к Олимпиаде в Ванкувере шла неплохо.
Примечательно, что за всю карьеру Майер ни разу не попадал в число даже 15 лучших на чемпионате Австрии, без особого успеха выступив на некоторых дистанциях на чемпионатах 1995, 2000, 2006 годов.

## После завершения карьеры

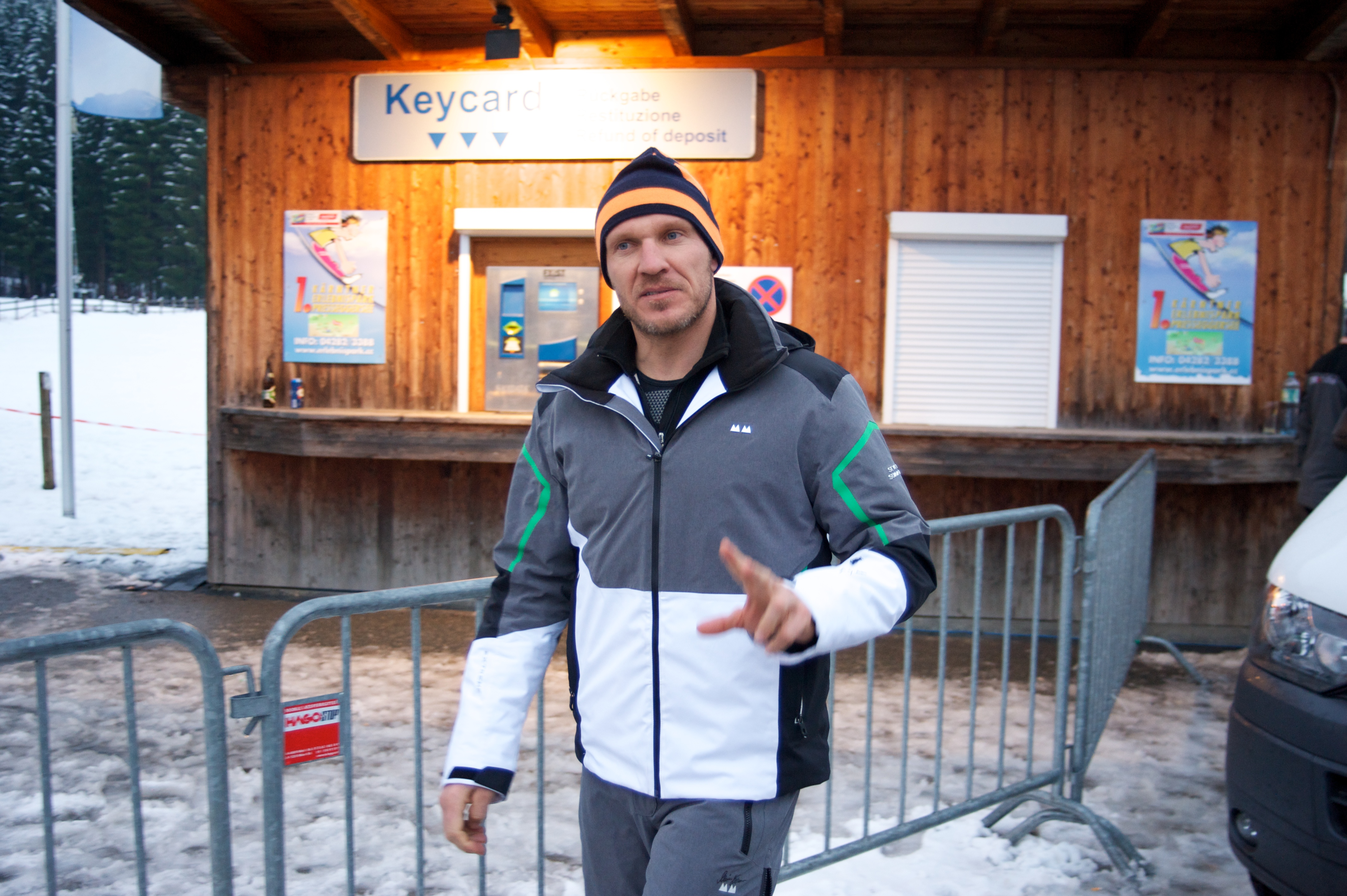
Майер в 2014 году

В мае 2014 года Майер работал со сборной Германии по футболу на одном из сборов в качестве тренера-психолога, помогая игрокам повысить уверенность в своих силах и полностью раскрыть потенциал. В июле 2014 года сборная Германии стала чемпионом мира впервые с 1990 года. В августе 2014 года Майер занял подобную должность в сборной Австрии по футболу, помогая футболистам достигать поставленных целей с ментальной точки зрения. Сборная Австрии успешно прошла отборочный турнир к чемпионату Европы 2016 года, но на самом турнире выступила неудачно.

## Результаты на крупнейших соревнованиях

### Зимние Олимпийские игры
| Олимпийские игры    | Скоростной спуск         | Супергигант              | Гигантский слалом        | Слалом                   | Комбинация               |
| ------------------- | ------------------------ | ------------------------ | ------------------------ | ------------------------ | ------------------------ |
| 1998 Нагано         | DNF                      | 1                        | 1                        | —                        | DNF                      |
| 2002 Солт-Лейк-Сити | Не выступал из-за травмы | Не выступал из-за травмы | Не выступал из-за травмы | Не выступал из-за травмы | Не выступал из-за травмы |
| 2006 Турин          | 6                        | 2                        | 3                        | —                        | —                        |

### Чемпионаты мира
| Чемпионат мира       | Скоростной спуск | Супергигант | Гигантский слалом | Слалом | Комбинация |
| -------------------- | ---------------- | ----------- | ----------------- | ------ | ---------- |
| 1999 Вейл/Бивер-Крик | 1                | 1           | DNF               | —      | —          |
| 2001 Санкт-Антон     | 2                | 3           | 4                 | —      | —          |
| 2003 Санкт-Мориц     | 8                | 2           | —                 | —      | —          |
| 2005 Бормио          | 17               | 4           | 1                 | —      | —          |
| 2007 Оре             | 13               | 7           | 21                | —      | —          |
| 2009 Валь-д’Изер     | 6                | 18          | —                 | —      | —          |

### Кубок мира

#### Завоёванные Хрустальные глобусы
- Общий зачёт — 4 раза: 1998, 2000, 2001, 2004
- Скоростной спуск — 2 раза: 2000, 2001
- Супергигант — 5 раз (рекорд среди мужчин): 1998, 1999, 2000, 2001, 2004
- Гигантский слалом — 3 раза: 1998, 2000, 2001

#### Победы на этапах Кубка мира (54)
| №  | Сезон   | Дата        | Место               | Дисциплина             |
| -- | ------- | ----------- | ------------------- | ---------------------- |
| 1  | 1996/97 | 23 фев 1997 | Гармиш-Партенкирхен | Супергигант            |
| 2  | 1997/98 | 25 ноя 1997 | Парк-Сити           | Гигантский слалом      |
| 3  | 1997/98 | 6 дек 1997  | Бивер-Крик          | Супергигант (2)        |
| 4  | 1997/98 | 29 дек 1997 | Бормио              | Скоростной спуск       |
| 5  | 1997/98 | 6 янв 1998  | Зальбах             | Гигантский слалом (2)  |
| 6  | 1997/98 | 10 янв 1998 | Шладминг            | Супергигант (3)        |
| 7  | 1997/98 | 11 янв 1998 | Шладминг            | Супергигант (4)        |
| 8  | 1997/98 | 13 янв 1998 | Адельбоден          | Гигантский слалом (3)  |
| 9  | 1997/98 | 16 янв 1998 | Венген              | Скоростной спуск (2)   |
| 10 | 1997/98 | 18 янв 1998 | Весонна             | Комбинация             |
| 11 | 1997/98 | 1 фев 1998  | Гармиш-Партенкирхен | Супергигант (5)        |
| 12 | 1998/99 | 25 окт 1998 | Зёльден             | Гигантский слалом (4)  |
| 13 | 1998/99 | 13 дек 1998 | Валь-д’Изер         | Супергигант (6)        |
| 14 | 1998/99 | 21 дек 1998 | Инсбрук             | Супергигант (7)        |
| 15 | 1998/99 | 29 дек 1998 | Бормио              | Скоростной спуск (3)   |
| 16 | 1998/99 | 9 янв 1999  | Шладминг            | Супергигант (8)        |
| 17 | 1998/99 | 12 янв 1999 | Адельбоден          | Гигантский слалом (5)  |
| 18 | 1998/99 | 7 мар 1999  | Квитфьелль          | Супергигант (9)        |
| 19 | 1999/00 | 31 окт 1999 | Тинь                | Гигантский слалом (6)  |
| 20 | 1999/00 | 24 ноя 1999 | Бивер-Крик          | Гигантский слалом (7)  |
| 21 | 1999/00 | 27 ноя 1999 | Бивер-Крик          | Скоростной спуск (4)   |
| 22 | 1999/00 | 28 ноя 1999 | Бивер-Крик          | Супергигант (10)       |
| 23 | 1999/00 | 5 дек 1999  | Лейк Луиз           | Супергигант (11)       |
| 24 | 1999/00 | 8 янв 2000  | Шамони              | Скоростной спуск (5)   |
| 25 | 1999/00 | 21 янв 2000 | Кицбюэль            | Супергигант (12)       |
| 26 | 1999/00 | 29 янв 2000 | Гармиш-Партенкирхен | Скоростной спуск (6)   |
| 27 | 1999/00 | 5 фев 2000  | Тодтнау             | Гигантский слалом (8)  |
| 28 | 1999/00 | 16 мар 2000 | Бормио              | Супергигант (13)       |
| 29 | 2000/01 | 29 окт 2000 | Зёльден             | Гигантский слалом (9)  |
| 30 | 2000/01 | 26 ноя 2000 | Лейк Луиз           | Супергигант (14)       |
| 31 | 2000/01 | 2 дек 2000  | Бивер-Крик          | Скоростной спуск (7)   |
| 32 | 2000/01 | 9 дек 2000  | Валь-д’Изер         | Скоростной спуск (8)   |
| 33 | 2000/01 | 10 дек 2000 | Валь-д’Изер         | Гигантский слалом (10) |
| 34 | 2000/01 | 9 янв 2001  | Адельбоден          | Гигантский слалом (11) |
| 35 | 2000/01 | 19 янв 2001 | Кицбюэль            | Супергигант (15)       |
| 36 | 2000/01 | 20 янв 2001 | Кицбюэль            | Скоростной спуск (9)   |
| 37 | 2000/01 | 15 фев 2001 | Сига Когэн          | Гигантский слалом (12) |
| 38 | 2000/01 | 2 мар 2001  | Квитфьелль          | Скоростной спуск (10)  |
| 39 | 2000/01 | 4 мар 2001  | Квитфьелль          | Супергигант (16)       |
| 40 | 2000/01 | 8 мар 2001  | Оре                 | Скоростной спуск (11)  |
| 41 | 2000/01 | 10 мар 2001 | Оре                 | Гигантский слалом (13) |
| 42 | 2002/03 | 27 янв 2003 | Кицбюэль            | Супергигант (17)       |
| 43 | 2003/04 | 30 ноя 2003 | Лейк Луиз           | Супергигант (18)       |
| 44 | 2003/04 | 6 дек 2003  | Бивер-Крик          | Скоростной спуск (12)  |
| 45 | 2003/04 | 1 фев 2004  | Гармиш-Партенкирхен | Супергигант (19)       |
| 46 | 2003/04 | 14 фев 2004 | Санкт-Антон         | Скоростной спуск (13)  |
| 47 | 2003/04 | 11 мар 2004 | Сестриере           | Супергигант (20)       |
| 48 | 2004/05 | 24 янв 2005 | Кицбюэль            | Супергигант (21)       |
| 49 | 2004/05 | 5 мар 2005  | Квитфьелль          | Скоростной спуск (14)  |
| 50 | 2004/05 | 6 мар 2005  | Квитфьелль          | Супергигант (22)       |
| 51 | 2005/06 | 23 окт 2005 | Зёльден             | Гигантский слалом (14) |
| 52 | 2005/06 | 20 янв 2006 | Кицбюэль            | Супергигант (23)       |
| 53 | 2005/06 | 28 янв 2006 | Гармиш-Партенкирхен | Скоростной спуск (15)  |
| 54 | 2008/09 | 30 ноя 2008 | Лейк Луиз           | Супергигант (24)       |